# Lewistown (Pensilvania)
Lewistown es un borough ubicado en el condado de Mifflin en el estado estadounidense de Pensilvania. En el año 2000 tenía una población de 8,998 habitantes y una densidad poblacional de 1,728.4 personas por km².

## Geografía
Lewistown se encuentra ubicado en las coordenadas 40°35′51″N 76°34′24″O / 40.59750, -76.57333.

## Demografía
Según la Oficina del Censo en 2000 los ingresos medios por hogar en la localidad eran de $21,568 y los ingresos medios por familia eran $30,606. Los hombres tenían unos ingresos medios de $26,812 frente a los $19,523 para las mujeres. La renta per cápita para la localidad era de $14,733. Alrededor del 21.7% de la población estaba por debajo del umbral de pobreza.